# Una vida para amarte
Una vida para amarte es una telenovela colombiana de 248 capítulos realizada por FGA Televisión para el Canal Nacional entre 1970 y 1971. Está basada en la telenovela argentina homónima de Alma Bressan, fue dirigida por Luis Eduardo Gutiérrez, producida por Hernán Villa y tuvo como protagonistas a Alcira Rodríguez, Aldemar García, Álvaro Ruiz y la primera actriz Dora Cadavid.

## Argumento
El Dr. Alejandro Morales y su esposa Federica conforman un matrimonio que no ha sido todo lo feliz de lo que uno y otra esperaban, teniendo como resultado a “Kiko”: un hijo tímido, temeroso y acosado hasta que un buen día Alejandro decide contratar a Jazmín, una hermosa muchacha de 18 años de edad, para que sea la institutriz del niño. Pero Fabiola, una amiga de la familia (quien está enamorada en secreto de Alejandro), trata de que Jazmín sea despedida bajo la falsa acusación de que ella y su patrón mantienen una relación amorosa, instigando así a que Federica sienta celos de Alejandro pero, lo que nadie contaba es que, en el ínterin, tanto el médico como la institutriz efectivamente terminan enamorándose.

## Reparto
- Ademar García ... Alejandro
- Alcira Rodríguez ... Jazmín
- Ana Mojica ... Federica
- Álvaro Ruiz ... Gustavo
- Dora Cadavid ... Fabiola
- Raquel Ercole ... Rosario
- Moisés Cadavid ... “Kiko”
- Eduardo Vidal ... Domingo Cruz
- Hernando Casanova
- Oscar de Moya
- Silvio Ángel
- Chela Arias
- Alberto Saavedra
- Maruja Toro
- Humberto Arango
- Flor Vargas
- Margalida Castro
- Berta Cataño
- Sofía Morales
- Carmen de Lugo
- Omar Sánchez
- Álvaro Román
- Victor Cifuentes
- Mariela Hijuelos
- Gustavo A. Restrepo
- Rosita Alonso
- Efraín Troncoso
- Clemencia Ayala
- Concha Potier

## Premios y nominaciones
Una vida para amarte recibió un total de siete Premios Ondra en 1971: mejor programa de televisión, mejor director (Luis Eduardo Gutiérrez), mejor actor protagonista (Álvaro Ruiz), mejor actriz protagonista (Dora Cadavid), mejor actor no protagonista (Omar Sánchez), mejor actriz no protagonista (Maruja Toro) y mejor revelación artística (Alcira Rodríguez).